# Fulvia (Geliebte des Quintus Curius)
Fulvia war eine Römerin von vornehmer Herkunft, die aus dem Zusammenhang der Catilinarischen Verschwörung des Jahres 63 v. Chr. bekannt ist, als sie Nachrichten über die Verschwörung an den Konsul Marcus Tullius Cicero weiterleitete.

## Leben
Über Fulvia ist nur sehr wenig bekannt. Sie war eine Frau aus altem Adel und, wenn wir Sallust glauben dürfen, wohl auch verheiratet mit einem Mann aus der feinen Gesellschaft. Sie scheint es jedoch mit den Anforderungen, die die römische Gesellschaft an eine ehrbare Matrone stellte, nicht allzu genau genommen zu haben: Sie schwelgte im Luxus und führte ein ehebrecherisches Verhältnis mit Quintus Curius, einem Mitverschwörer Catilinas.

### Fulvia bei Sallust
In der Darstellung bei Sallust hat sich Fulvia trotz ihres unkonventionellen Lebensstils immer noch ein gewisses Verantwortungsgefühl für Staat und Gesellschaft bewahrt. Trotz der schweren Drohungen des Curius hält sie die wichtigen Informationen über die Verschwörung nicht zurück und erzählt, ohne die Verschwörer direkt zu belasten, mehreren Personen von deren Vorhaben, einen Staatsstreich durchzuführen:
Erat ei cum Fulvia, muliere nobili, stupri vetus consuetudo; quoi cum minus gratus esset quia inopia minus largiri poterat, repente glorians maria montisque polliceri coepit et minari interdum ferro, ni sibi obnoxia foret, postremo ferocius agitare quam solitus erat. At Fulvia insolentiae Curi causa cognita tale periculum rei publicae haud occultum habuit, sed sublato auctore de Catilinae coniuratione quae quoque modo audierat compluribus narravit.
„Er (Curius) hatte mit Fulvia, einer Frau aus dem Adel, ein altes ehebrecherisches Verhältnis. Als er ihr minder genehm war, weil er seiner Armut wegen weniger reichlich schenken konnte, begann er plötzlich, sich zu brüsten, Meere und Berge zu versprechen und ab und an mit dem Schwert zu drohen, wenn sie ihm nicht willfährig sei, schließlich sich wilder zu gebärden als gewöhnlich. Fulvia aber hielt, als sie den Grund für das ungewöhnliche Betragen des Curius erfahren hatte, diese so große Gefahr für den Staat nicht verborgen, sondern erzählte ohne Namensnennung mehreren von der Verschwörung Catilinas, was und wie sie es gehört hatte.“
Durch ihr selbstbewusstes und mutiges Auftreten erscheint sie wie Sempronia als starke Persönlichkeit, die besonders durch den Kontrast zu Curius zur Geltung kommt. Dieser wirkt durch seine Angeberei und seine Drohungen sehr unsicher und wankelmütig, da er sich von der Verschwörung zwar gewisse Vorteile verspricht, aber scheinbar keinesfalls sein Leben riskieren möchte. Nach Sallust ist Curius die treibende Kraft für den Verrat der Verschwörung. Erst im letzten Augenblick, als die Situation für ihn zu gefährlich wird, entschließt er sich, Fulvia zu Cicero zu schicken, um diesen vor einem bevorstehenden Anschlag zu warnen:
Curius ubi intellegit quantum periculum consuli impendeat, propere per Fulviam Ciceroni dolum, qui parabatur, enuntiat. Ita illi ianua prohibiti tantum facinus frustra susceperant.
„Als Curius merkte, welch große Gefahr dem Konsul drohte, lässt er eilends durch Fulvia Cicero den Anschlag, der vorbereitet wurde, melden. So wurden jene schon nicht an die Tür gelassen und hatten ein solches Verbrechen vergeblich auf sich genommen.“

### Fulvia bei Plutarch
Bei Plutarch stellen sich die Dinge geringfügig anders dar; Plutarch erwähnt Curius mit keinem Wort und Fulvia, die als Frau aus vornehmen Kreisen bezeichnet wird, eilt mitten in der Nacht aus eigenem Antrieb zum Konsul Cicero, um ihm die Nachricht von dem auf ihn geplanten Anschlag zu überbringen:
„... den Marcius aber und den Cethegus hieß er (Catilina) mit dem Schwert frühmorgens wie zur Begrüßung zu Ciceros Haus gehen und ihn mit einem plötzlichen Überfall umbringen. Das verriet Fulvia, eine Frau aus vornehmen Kreisen, an Cicero; sie kam noch in der Nacht mit der Warnung zu ihm, sich vor den Männern bei Cethegus in acht zu nehmen.“

### Fulvia bei Valerius Maximus
Eine Passage bei Valerius Maximus könnte darauf deuten, dass Fulvia noch 52 v. Chr. durch ihr schamloses Verhalten auffiel:
Lupanari enim domi suae instituto Muniam (Muciam, Munatiam?) et Flaviam (Fulviam, Fluviam?), cum a patre tum a viro utramque inclitam, et nobilem puerum Saturninum in eo prostituit. Probrosae patientiae corpora, ludibrio temulentae libidini futura!
„Nachdem er (Gemellus) sein Haus zu einem Bordell gemacht hatte prostituierte er in diesem Munia und Flavia (Fulvia), jede sowohl vom Vater als auch von ihrem Ehemann her berühmt, wie auch Saturninus, einen Jungen von Adel. Welch verworfene Geschöpfe mußten es sein, die sich hierzu willig finden ließen und sich den Einfällen trunkener Lust hingaben!“
Die Fulvia des Valerius Maximus könnte allerdings auch eine andere Fulvia gewesen sein, da alle weiblichen Angehörigen der gens Fulvia diesen Namen trugen. Zudem macht Valerius Maximus keine weiteren Angaben zu ihrer Herkunft, d. h., er nennt keine Filiation oder ähnliches. Hinzu kommt noch eine starke Kontamination der Handschriften, die keinen endgültigen Schluss auf den Namen der beiden erwähnten Frauen zulässt; ob es sich daher, wie Friedrich Münzer vermutet, um dieselbe Fulvia wie bei der Catilinarischen Verschwörung handelt, muss unentschieden bleiben.